# Bóng quần
Bóng quần hay squash là môn thể thao dùng vợt, có hai người chơi (đơn) hoặc bốn (đôi) trong một sân kín bốn bên với một quả bóng cao su nhỏ và rỗng.
Người chơi phải luân phiên nhau thực hiện cú đánh bóng bằng vợt vào các khu vực hợp lệ trên bốn vách tường của sân thi đấu.
Trò chơi trước gọi là squash rackets để nói về trái bóng mềm dễ nén ("squash" nghĩa là nén hay ép) được sử dụng trong bóng quần (so với trái bóng cứng hơn của môn rackets có quan hệ gần gũi với bóng quần).

## Lịch sử
Bóng quần sử dụng vợt giống quần vợt, môn thể thao có từ thế kỷ 16. Mặc dù vậy bóng quần lại có nguồn gốc trực tiếp từ môn rackets ở Anh. Trong môn "rackets", thay vì đánh bóng qua lưới, người chơi đánh quả bóng mềm vào tường.

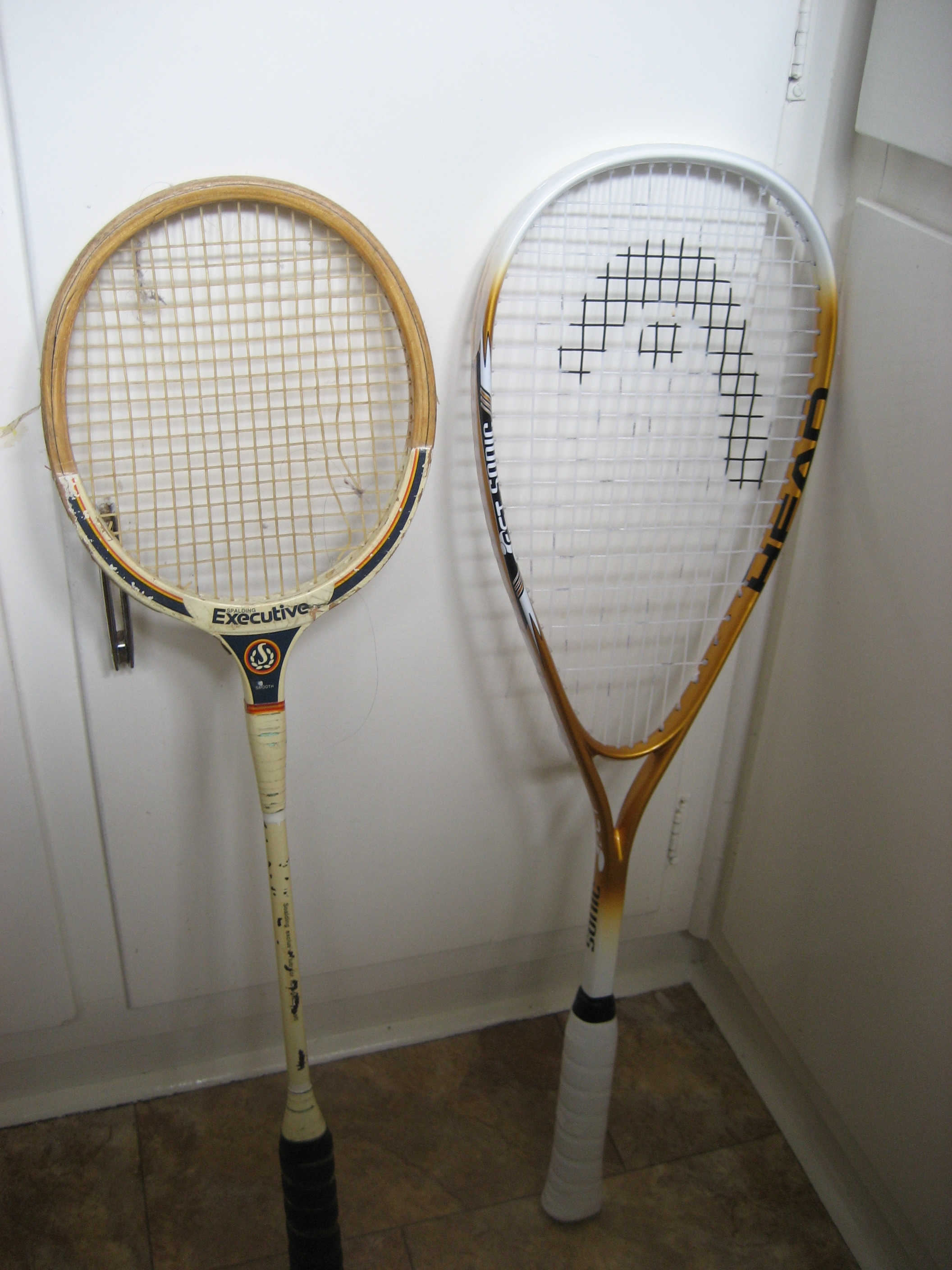
Các loại vợt squash cũ và mới

Bóng quần được phát minh tại Trường Harrow trên cơ sở môn rackets vào khoảng năm 1830. Bóng quần sau đó được truyền bá sang các trường khác, và dần trở thành môn thể thao quốc tế. Các sân bóng quần đầu tiên được xây tại trường này khá bất trắc vì gần đó có nhiều ống nước, ống khói, trụ tường hay gờ tường. Nhà trường sau đó xây bốn sân ngoài trời. Cao su tự nhiên được chọn là chất liệu chính cho trái bóng. Các học sinh cũng sửa lại cán vợt của mình để có thể thi đấu trong không gian chật hẹp.
Vợt bóng quần theo thời gian có những sự thay đổi theo cách khá giống với vợt tennis. Vợt squash trước đây làm bằng gỗ phiến. Vào thập niên 1980, người ta chuyển sang các vật liệu nhẹ hơn (như nhôm và graphit) với một số bổ sung nhỏ về thành phần như Kevlar, bo và titan. Dây vợt bằng chất liệu tự nhiên cũng được thay bằng dây nhân tạo.
Sân bóng quần đầu tiên ở Bắc Mỹ xuất hiện tại Trường St. Paul's ở Concord, New Hampshire vào năm 1884. Vào năm 1984 tại Philadelphia, Pennsylvania, hiệp hội squash quốc gia đầu tiên trên thế giới với tên gọi Hiệp hội Squash rackets Hoa Kỳ (United States Squash rackets Association, USSRA), hay ngày nay là U.S. Squash. Vào tháng 4 năm 1907, Tennis, rackets & Fives Association (Hiệp hội Quần vợt, rackets và Fives) lập ra một ủy ban trực thuộc nhằm lập ra tiêu chuẩn cho môn squash. Từ đó môn thể thao được hình thành, kết hợp ba môn thể thao trên với nhau và chính thức được gọi tên là "Squash". Vào năm 1912, tàu RMS Titanic có một sân bóng quần ở khoang hạng nhất. Để sử dụng sân này phải một người bỏ ra 50 cent. Hành khách có thể sử dụng sân tới một giờ đồng hồ nếu không có ai đang chờ đến lượt. Tới năm 1923 Royal Automobile Club (Câu lạc bộ Ô tô Hoàng gia) tổ chức buổi họp mặt để thảo luận thêm về quy tắc và luật lệ và 5 năm sau Hiệp hội Squash rackets Anh Quốc được thành lập để thiết lập các tiêu chuẩn dành cho môn bóng quần ở Đảo Anh.